# Erich Heidschuch
Johann Edmund Erich Heidschuch (* 9. Juni 1895 in Wachenheim an der Weinstraße; † 5. Februar 1960 in München) war ein Offizier des deutschen Geheimdienstes (Abwehr, Organisation Gehlen).

## Herkunft und Tätigkeit vor dem Zweiten Weltkrieg

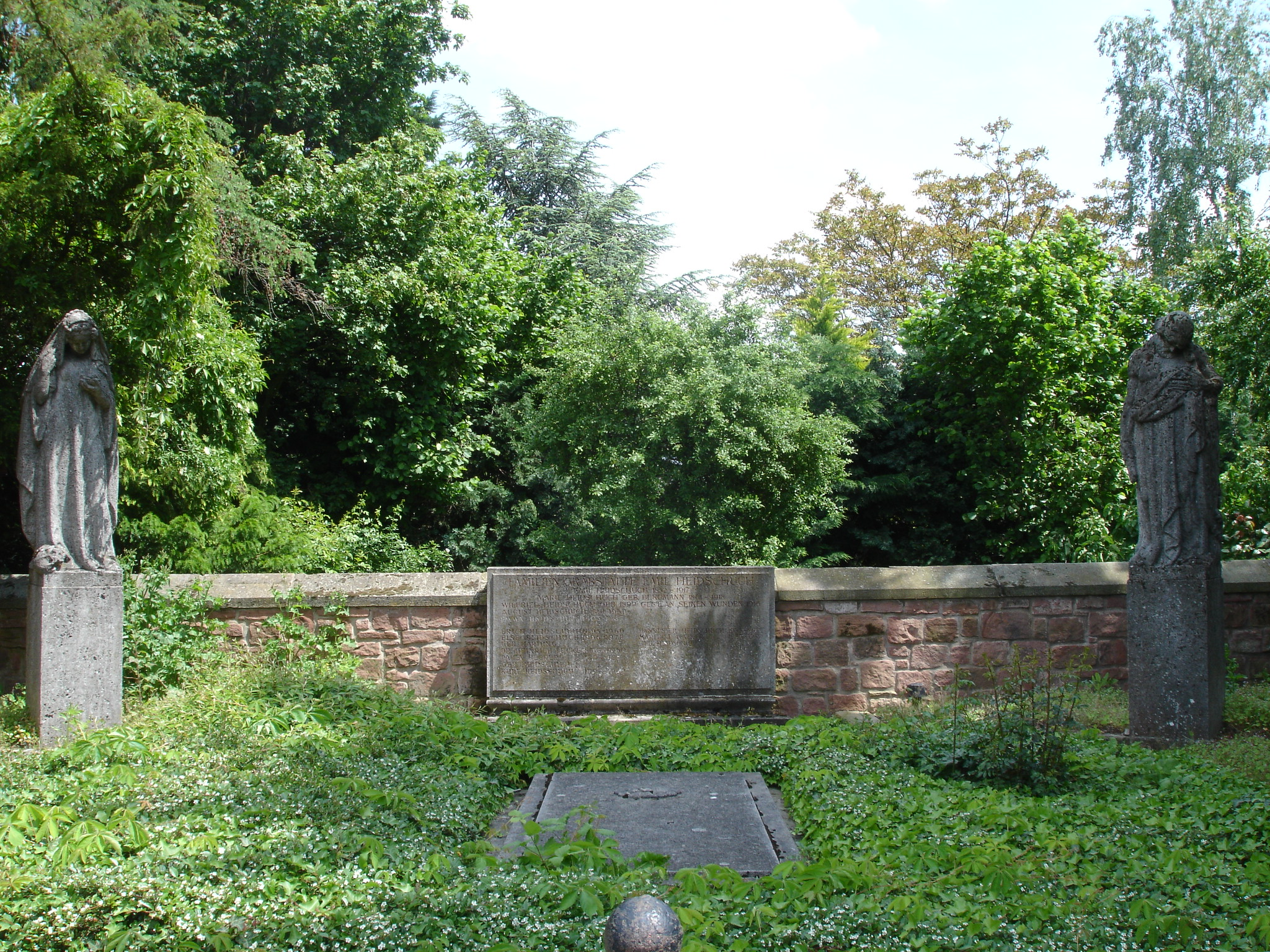
Familiengrab Heidschuch auf dem Friedhof in Wachenheim an der Weinstraße (darunter die Familiengruft)

Erich Heidschuch wurde 1895 als Sohn des Weingutbesitzers Georg Emil H. (1852–1917) und der Katharina (genannt Marie) H. geb. Bergmann (1861–1918) in Wachenheim geboren. Dort waren 1902/09 sein Vater und 1929/31 sein Bruder August H. (1891–1938) als Weinkommssionäre tätig. Laut späterer Aussage eines Offiziers war er während des Ersten Weltkriegs Flieger im Vorderen Orient, verlor seinen rechten Arm und wurde 1919 von den Briten in Ägypten gefangen genommen.
Ab Mai 1924 wohnte er wieder in Wachenheim, zog aber schon Anfang Dezember 1926 nach Mannheim. Zum 1. März 1932 trat Heidschuch der NSDAP als Kaufmann bei (Mitgliedsnummer 1.031.249), wohnhaft in Ludwigshafen-Oppau unmittelbar neben dem dortigen BASF-Werk. Um 1938/39 zog er nach Bad Reichenhall. Vor dem Zweiten Weltkrieg soll Heidschuch Werkschutzführer der BASF in Ludwigshafen am Rhein gewesen sein.
Aus seiner Ehe mit Else Hartung (1906–1978) gingen zwei Kinder hervor: Marliese, verheiratete Walker (1929–1987), und Hans Peter (1933–1983), die wie ihre Eltern und Großeltern in der Familiengruft Heidschuch in Wachenheim beigesetzt wurden.

## Offizier im Geheimdienst
Unmittelbar nach dem Ausbruch des Zweiten Weltkriegs ist Heidschuch erstmals im deutschen Geheimdienst nachweisbar. Als Mitglied der Abwehr IIIB hielt er im November 1939 in Köln einen Vortrag vor dem Leiter der Abwehr III (Spionageabwehr und Gegenspionage) Franz Eccard von Bentivegni. Nach Einsätzen in Afrika und Italien gehörte er von September 1941 bis Februar 1942 zur Abteilung III der Nebenabwehrstelle Biarritz, anschließend wurde ihm die Leitung der Abteilung III in der Abwehrstelle Neapel übertragen. Dort führte er den Decknamen „Heinrich Heidschuck“, hatte zunächst den Rang eines Majors inne und wurde im April 1942 zum Oberstleutnant befördert. Seine Wohnung, zugleich auch sein Büro, befand sich angeblich in der Via Alessandro Manzini 126 oder 146; seine Haushälterin und Sekretärin war vermutlich eine Frau Seibold, mit der er zusammen lebte.
Wo sich Heidschuch in der zweiten Jahreshälfte 1943 im Einzelnen aufhielt, ist unklar. Der amerikanische Geheimdienst war seinerzeit der Ansicht, Heidschuch sei im August 1943 nach Rom gegangen und im September zum stellvertretenden Leiter der Abwehrstelle Italien und zum Leiter der zugehörigen Abteilung III mit Sitz in Bozen ernannt worden. Im November 1943 habe er dann die Leitung der Abteilung III der Abwehrstelle Frankreich in Paris übernommen.
Offenbar handelt es sich hierbei aber um seitens des deutschen Geheimdienstes gezielt gestreute Fehlinformationen, um Heidschuchs neue Funktion als Leiter der Abwehrstelle Arras zu verschleiern. Denn seine neue Aufgabe, die er unter dem Decknamen „Heide“ – auch nach späterer Ansicht der Kriegsgegner – sehr erfolgreich ausführte, bestand im Schutz des V-Waffen-Einsatzes gegen England, ein für Hitler zentraler Aspekt der Kriegsführung 1943/44. Bereits am 30. Juli 1943 traf Heidschuch in Paris im Palais du Luxembourg Oberst Max Wachtel, den Leiter des V1-Einsatzes in Frankreich, und ordnete an, dass dieser sofort eine neue Identität annehmen müsse. Mitte Mai 1944 erhält der amerikanische Geheimdienst zwar die Mitteilung, dass Oberst Heidschuch Leiter einer im Dezember 1943 neu gegründeten Abwehrstelle in Arras sei, doch war man der Ansicht, dass diese nur zur Spionageabwehr in Nordfrankreich diene, wo die Deutschen einen Angriff der Alliierten erwarteten; Heidschuch habe in dieser Sache große Erfahrung.
Auch nach der Flucht des deutschen Geheimdienstes aus Frankreich Anfang September 1944 ist Heidschuch als Leiter der aus Mitarbeitern der Abwehrstelle Arras hervorgehenden Spionage-Abteilung innerhalb des Generalkommandos 65 zum Schutz des V-Waffen-Einsatzes im südlichen Bergischen Land nachweisbar. Erst Ende 1944 waren die alliierten Geheimdienste durch die Aussage des übergelaufenen deutschen Spions Erwin Streiff über die wahre Funktion der Abwehrstelle Arras und die Heidschuchs informiert.
Ein gegen Heidschuch und die Stabsoffiziere seiner Abwehrstelle durch die französische Justiz angestrengtes Verfahren wegen angeblicher Verbrechen in Arras wurde im November 1949 eingestellt.
Im März 1948 wurde Heidschuch mit der V-Nummer 2620 Mitglied der Organisation Gehlen, in der er den Decknamen „Eduard Bergmann“ führte. Im Juli 1948 erstattete er einen Bericht über den Aufenthalt deportierter Spezialkräfte der Leunawerke, wobei er sich auf Informationen ehemaliger, 1948 aus der Sowjetischen Besatzungszone geflohener Mitarbeiter dieser zur I.G. Farben gehörigen Werke stützte. Wenig später wurde er Leiter der Bezirksvertretung (BV) 2601 und war als solcher – wie auch die zahlreichen anderen Bezirksvertretungen der Organisation Gehlen – für die Ausbildung, Führung und Kontrolle neugeworbener Agenten zuständig. In dieser Funktion unterstand er der „Generalvertretung Karlsruhe“ (GV L) mit Sitz in München. 1952 wurde der CIA berichtet, Heidschuch sei „aus Mangel an Gelegenheit“ nicht länger aktiv, doch werde er „auf Wunsch höherer Stellen“ (because of higher headquarters wishes) auf seiner Stelle gehalten; erst Ende März 1953 schied er aus dem Geheimdienst aus. 1953 wohnte Heidschuch in München, Türkenstr. 30. In diesem Jahr beschrieb die CIA ihn wie folgt: Größe knapp 1,80 m; dunkelbraune Haare, schlank; blaue Augen; schmales, ovales Gesicht.

## Persönlichkeit
Über Heidschuchs Persönlichkeit ist nur wenig bekannt. Nach Einschätzung der CIA galt er als aufrichtig und gewissenhaft (honest and conscientious), sein Auftreten sei militärisch und entspreche eher dem eines Polizisten als dem eines Geheimdienstoffiziers. Ein Nazi sei er nicht (Not a Nazi.).
Hauptmann Dr. jur. Karl Hegener, 1940–1943 Leiter der Abwehr-Nebenstelle IIIF in Lille und seit Ende 1943 in der Abwehrstelle Arras für die Gegenspionage zuständig, ließ sich im März 1944 aus Protest gegen die angeblichen Gestapo-Methoden seines Vorgesetzten Heidschuchs beurlauben.